# A Hunting We Will Go (película de 1932)
A Hunting We Will Go (en español: Iremos de cacería) es un corto de animación estadounidense de 1932, de la serie Talkartoons. Fue producido por los estudios Fleischer y distribuido por Paramount Pictures. En él aparecen Betty Boop, Koko el payaso y Bimbo.

## Argumento
Betty Boop está en su cabaña del bosque cantando mientras Bimbo y Koko parten de caza. Tras decidir separarse, les ocurrirán divertidas escenas cinegéticas. El regreso ante Betty no será el esperado por ellos.

## Realización
A Hunting We Will Go es la trigésima novena entrega de la serie Talkartoons y fue estrenada el 29 de abril de 1932.
El título hace referencia a una popular canción infantil titulada "A-Hunting We Will Go", por lo que también es conocido por este nombre el corto. La canción que interpreta Betty se intitula "Then I'll Be Happy" (1925).